# Bansang
Bansang ist eine Ortschaft im westafrikanischen Staat Gambia.
Nach einer Berechnung für das Jahr 2013 leben dort etwa 8535 Einwohner, das Ergebnis der letzten veröffentlichten Volkszählung von 2003 betrug 6966.

## Geographie
Bansang am südlichen Ufer des Gambia-Flusses liegt in der Central River Region Distrikt Fulladu West, ist die größte Ortschaft der Region und liegt an der South Bank Road, der wichtigsten Fernstraße von Gambia. Die Stadt ist ungefähr 28 Kilometer südwestlich von Janjanbureh und ungefähr 50 Kilometer westlich von Basse Santa Su entfernt.

## Wirtschaft und Infrastruktur
Öffentliche Einrichtungen
In Bansang befindet sich ein Haupt-Krankenhaus, das die Gesundheitsversorgung für die ganze Region sichert. Es war lange Zeit das einzige Krankenhaus in Gambia, neben dem Royal Victoria Teaching Hospital in der Hauptstadt Banjul. Die Einrichtung besitzt eine eigene Landepiste für kleine Flugzeuge.
Das International Trypanotolerance Centre betreibt hier eine Feldstation.

## Religion
In Bansang wird seit 1981 die Ziyarrah von Bansang abgehalten. Bei dieser jährlichen Ziyāra kommen Tausende von Muslimen in dem Ort um der Ziyarrah beizuwohnen, die zu Ehren des verstorbenen Scheich Alhaji Bubacarr Zaidi Jallow, einem bekannten islamischen Gelehrten, Imams, Tijanniyya Khalif und Gemeindeführers, abgehalten wird.

## Söhne und Töchter des Ortes
- Momodou Lamin Sedat Jobe (1944–2025), Politiker und Diplomat
- Hassan Bubacar Jallow (* 1951), Jurist